# Atletismo nos Jogos Pan-Americanos de 1959 - Salto em altura feminino
A prova do salto em altura feminino nos Jogos Pan-Americanos de 1959 foi realizada em Chicago, Estados Unidos.

## Medalhistas
| Ouro                         | Prata                   | Prata                       |
| Ann Flynn USA Estados Unidos | Alice Whitty CAN Canadá | Renate Friedrichs CHI Chile |

## Resultados
| Posição          | Nome               | Nacionalidade      | Marca | Notas |
| ---------------- | ------------------ | ------------------ | ----- | ----- |
| Medalha de ouro  | Ann Flynn          | USA Estados Unidos | 1.61  |       |
| Medalha de prata | Alice Whitty       | CAN Canadá         | 1.50  |       |
| Medalha de prata | Renate Friedrichs  | CHI Chile          | 1.50  |       |
| 4                | Ann Roniger        | USA Estados Unidos | 1.50  |       |
| 5                | María de Lima      | BRA Brasil         | 1.45  |       |
| 6                | Nelly Gómez        | CHI Chile          | 1.45  |       |
| 7                | Neomia Rogers      | USA Estados Unidos | 1.45  |       |
| 8                | Alejandra Coffigny | CUB Cuba           | 1.45  |       |